# Fakultet
Fakultet je visokoškolska ustanova i obično je dio sveučilišta. Predstavlja posebnu školsku ustanovu za izučavanje različitih područja određene znanstvene discipline. Polaznici fakulteta zovu se studenti, koji na kraju svoga školovanja (studija) dobivaju diplome i stječu zvanje u određenom znanstvenom području. Fakulteti imaju znanstveno-nastavna vijeća, na čelu im je dekan, organizacijski se dijele na odjele ili odsjeke a oni na katedre za uže znanstvene ili nastavne discipline.

## Tehnički fakulteti
Neki od primjera su:
- Fakultet elektrotehnike i računarstva Sveučilišta u Zagrebu
- Fakultet elektrotehnike, računarstva i informacijskih tehnologija Sveučilišta Josipa Jurja Strossmayera u Osijeku
- Fakultet elektrotehnike, strojarstva i brodogradnje Sveučilišta u Splitu
- Fakultet građevinarstva, arhitekture i geodezije Sveučilišta u Mostaru
- Građevinski fakultet Sveučilišta u Zagrebu